# Меномони (Висконсин)
Меномони (енгл. Menomonie) град је у америчкој савезној држави Висконсин.

## Демографија
По попису из 2010. године број становника је 16.264, што је 1.327 (8,9%) становника више него 2000. године.
| Група             | 2000.          | 2010.          |
| Белци             | 13.939 (93,3%) | 14.812 (91,1%) |
| Афроамериканци    | 114 (0,8%)     | 137 (0,8%)     |
| Азијати           | 479 (3,2%)     | 684 (4,2%)     |
| Хиспаноамериканци | 170 (1,1%)     | 276 (1,7%)     |
| Укупно            | 14.937         | 16.264         |